# Bunomys fratrorum
Bunomys fratrorum  (Thomas, 1896) è un roditore della famiglia dei Muridi diffuso sull'isola di Sulawesi.

## Descrizione

### Dimensioni
Si tratta di un roditore di medie dimensioni, con la lunghezza della testa e del corpo tra 157 e 182 mm, la lunghezza della coda tra 160 e 180 mm e la lunghezza del piede tra 36 e 41 mm.

### Aspetto
La pelliccia è relativamente lunga e soffice. Le parti superiori sono grigio-brunastre con dei riflessi giallognoli, la testa è più chiara, mentre le parti ventrali sono giallo-grigiastre. Sono presenti degli anelli scuri intorno agli occhi. Le orecchie sono grandi e rotonde. Le parti dorsali delle zampe sono bianco-argentate. I piedi sono lunghi e sottili. La coda è più corta della testa e del corpo, marrone sopra, bianca sotto e all'estremità ed è ricoperta da 11 anelli di scaglie per centimetro.

## Distribuzione e habitat
Questa specie è diffusa nella parte nord-orientale della penisola settentrionale di Sulawesi.
Vive nelle foreste pluviali tropicali sempreverdi fino a 1.800 metri di altitudine. Non è noto se sia presente anche in foreste degradate.

## Conservazione
La IUCN Red List, considerato l'areale limitato, l'habitat frammentato ed il continuo degrado del proprio habitat, classifica B.fratrorum come specie vulnerabile (VU).